# Стелла Джанни
Стелла Джанни (род. 30 сентября 1969, Москва) — российская певица. Выпустила три сольных альбома: «Быть женщиной твоей» (2007), «Я вернусь в твою ночь» (2009), «В хрустальном замке» (2012).

## Биография
Родилась 30 сентября 1969 года в Москве. Секретность настоящего имени и личных данных является одним из элементов имиджа Стеллы Джанни. По данным её пресс-секретаря, окончила музыкальную школу при Московской консерватории, поступила на факультет журналистики МГУ и первоначально не думала о сценической карьере. По сведениям журналистки Милюкиной, Джанни окончила музыкальную школу при Московской консерватории по классу фортепиано и планировала продолжить музыкальную учёбу. Однако попала в автокатастрофу и серьёзно повредила правую руку. Поступила на факультет журналистики. Закончив учёбу, работала журналисткой радиостанции «Юность». В 1990-х годах работала во Франции.

## Сценическая карьера
В 2006 году была анонсирована как новый персональный проект Ильи Резника. В соавторстве с ним в 2007 году был подготовлен и выпущен первый сольный альбом «Быть женщиной твоей». Член жюри проходившего в январе 2007 года в Москве II Всероссийского конкурса песен Ильи Резника «Маленькая страна». 2 декабря того же года Стелла Джанни дала сольный концерт «Четыре времени моей души» в концертном зале «Олимпия» в Париже. Представлял певицу Ален Делон. В 2007 году номинировалась на шуточную награду «Серебряная калоша» как обладательница премии «Открытие года» с пояснением, что «для москвичей стало открытием, что есть такая певица».
В 2009 году вышел второй альбом певицы «Я вернусь в твою ночь», подготовленный в соавторстве с Вячеславом Добрыниным. В ноябре того же года приняла участие в фестивале «Авторадио» «Дискотека 80-х», где в дуэте с Аленом Делоном исполнила песню «Слова, слова» (фр. «Paroles paroles»).
По словам пресс-секретаря певицы, из-за второго альбома возник конфликт между певицей и Добрыниным, так как песни из альбома, эксклюзивные права на которые принадлежали Стелле Джанни, Вячеслав Добрынин доверил исполнять со сцены Маше Распутиной и Тамаре Гвердцители. К концу 2011 года конфликт был улажен во внесудебном порядке.
В 2011 году Стелла Джанни получила премию «Шансон года» с песней «Огонёк». В 2012 — номинант премии «Шансон года». Сотрудничает с Ильёй Резником, Вячеславом Добрыниным и другими композиторами. Музыку к некоторым своим песням пишет сама.

## Личная жизнь
Замужем. Сын Эдуард, дочь Екатерина.

## Дискография
- «Быть женщиной твоей» (сольный альбом, 2007)[1]
- «Я вернусь в твою ночь» (сольный альбом, 2009)[1]
- «XXXL 25 Шансон» (сборник, 2011, песня «В хрустальном замке»)[17]
- «В хрустальном замке» (сольный альбом, 2012)

## Награды и премии
- 2006 — «Дебют года» по версии журнала «Лица»[18]
- 2011 — Шансон года[13]